# South America Cup w biegach narciarskich 2022
South America Cup w biegach narciarskich 2022 – pierwsza, historyczna edycja tego cyklu zawodów. Rywalizacja rozpoczęła się 2 września w argentyńskim Cerro Catedral, a zakończyła 22 września w chilijskim ośrodku narciarskim Corralco.
Pierwszymi w historii zdobywcami pucharu zostali reprezentanci Argentyny: Maira Sofía Fernández Righi oraz Franco Dal Farra.

## Kalendarz i wyniki

### Kobiety
| Lp | Data             | Miejscowość    | Dystans                       | 1. miejsce                  | 2. miejsce              | 3. miejsce                  |
| -- | ---------------- | -------------- | ----------------------------- | --------------------------- | ----------------------- | --------------------------- |
| 1. | 2 września 2022  | Cerro Catedral | Sprint s. klasycznym (1.3 km) | Maira Sofía Fernández Righi | Agustina Groetzner      | Natalia Ayala               |
| 2. | 3 września 2022  | Cerro Catedral | 5 km s. klasycznym            | Agustina Groetzner          | Nahiara Díaz González   | Maira Sofía Fernández Righi |
| 3. | 4 września 2022  | Cerro Catedral | 5 km s. dowolnym              | Nahiara Díaz González       | María Cecilia Domínguez | Maira Sofía Fernández Righi |
| 4. | 21 września 2022 | Corralco       | 7.5 km s. dowolnym            | María Cecilia Domínguez     | Agustina Groetzner      | Maira Sofía Fernández Righi |
| 5. | 22 września 2022 | Corralco       | Sprint s. dowolnym (1.3 km)   | María Cecilia Domínguez     | Nahiara Díaz González   | Agustina Groetzner          |

### Mężczyźni
| Lp | Data             | Miejscowość    | Dystans                       | 1. miejsce       | 2. miejsce                | 3. miejsce               |
| -- | ---------------- | -------------- | ----------------------------- | ---------------- | ------------------------- | ------------------------ |
| 1. | 2 września 2022  | Cerro Catedral | Sprint s. klasycznym (1.3 km) | Franco Dal Farra | Mateo Lorenzo Sauma       | Nahuel Exequiel Torres   |
| 2. | 3 września 2022  | Cerro Catedral | 10 km s. klasycznym           | Franco Dal Farra | Nahuel Exequiel Torres    | Mateo Lorenzo Sauma      |
| 3. | 4 września 2022  | Cerro Catedral | 10 km s. dowolnym             | Franco Dal Farra | Basilio Gabriel Fernández | Mateo Lorenzo Sauma      |
| 4. | 21 września 2022 | Corralco       | 10 km s. dowolnym             | Franco Dal Farra | Yonathan Jesús Fernández  | Axel Nicolás Ciuffo      |
| 5. | 22 września 2022 | Corralco       | Sprint s. dowolnym (1.3 km)   | Franco Dal Farra | Mateo Lorenzo Sauma       | Yonathan Jesús Fernández |

## Klasyfikacje
| Lp. | Zawodniczka                 | Punkty |
| --- | --------------------------- | ------ |
| 1.  | Maira Sofía Fernández Righi | 330    |
| 2.  | Agustina Groetzner          | 320    |
| 3.  | Nahiara Díaz González       | 310    |
| 4.  | María Cecilia Domínguez     | 280    |
| 5.  | Natalia Ayala               | 235    |
| 5.  | Millaray Antonia Sandoval   | 235    |
| 7.  | Martina Flores              | 201    |
| 8.  | Silvana Camelio Thomsen     | 68     |

| Lp. | Zawodnik                 | Punkty |
| --- | ------------------------ | ------ |
| 1.  | Franco Dal Farra         | 500    |
| 2.  | Mateo Lorenzo Sauma      | 330    |
| 3.  | Nahuel Exequiel Torres   | 225    |
| 4.  | Martín Flores            | 198    |
| 5.  | Justo Pastor Estévez     | 188    |
| 6.  | Pedro Cotaro             | 179    |
| 7.  | Axel Nicolás Ciuffo      | 160    |
| 8.  | Yonathan Jesús Fernández | 140    |
| 8.  | Patricio Meliñán         | 140    |
| 10. | Juan Luis Uberuaga       | 123    |